# Станчо Тананов
Станчо Маринов Тананов е български обущар и опълченец в Руско-турската война от 1877 – 1878 г.

## Биография
Роден е през 1854 г. в Дряново. От 8 март 1866 г. е търговец при Петър Танана в Горна Оряховица, от 1868 г. – при хаджи Къню Шабан Уста в Търново, а през 1869 г. – при Марин на Печиклъта в Дряново. След това, в продължение на четири години работи като терзия. През 1870 г. умира баща му и става дюлгерин, работи в турнумъгурелските села, Влашко. През 1873 г. е тухладжия в село Драганово, Търновско. Записва се солдатин и в период от 1 година служи по Балкана – 40 дни, в Елена – 40 дни, в Сливен и Пловдив – 40 дни. Уволнен е от служба в Пловдив. По време на Руско-турска война се записва като опълченец и става кавалер на Георгиевския кръст за храброст. Служил в Десета опълченска дружина и достигнал до чин унтерофицер. След Освобождението работи като обущар. Умира през 1952 г.